# Benito Sánchez de Herrera
Benito Sánchez de Herrera (Navas de Jorquera, 1598 – Pozzuoli, 14 giugno 1674) è stato un vescovo cattolico e teologo spagnolo, regio cappellano di Filippo IV di Spagna.

## Biografia
Si laureò in teologia presso l'Università di Alcalá de Henares.
Tra i suoi allievi va ricordato Juan Caramuel y Lobkowitz, scienziato del XVII secolo, soprannominato il "Leibniz spagnolo", poi vescovo di Campagna e Satriano, nel Regno di Napoli, e di Vigevano, nello Stato di Milano.
Venne eletto vescovo di Monopoli, sede vacante da tre anni, per volere di re Filippo IV il 17 ottobre 1653. La nomina da parte di papa Innocenzo X arrivò il 12 gennaio 1654.
Con l'aiuto di papa Innocenzo X riuscì a far traslare dalla catacomba di Calepodio le reliquie dei santi Eleuterio vescovo di Cartagine, e di Liberato abate nel suo paese Navas de Jorquera in Castiglia dove sono ancora venerate.
Nove anni dopo il Re lo volle come regio cappellano e lo nominò vescovo di Pozzuoli. La nomina papale di Alessandro VII, su proposta del cardinale Girolamo Colonna, arrivò il 24 marzo 1664.
Rimase a Pozzuoli fino al 1674, anno della sua morte.
Fu sepolto nella cattedrale di Pozzuoli, dove sulla parete sud della Sala capitolare è conservato un affresco che lo raffigura.

## Genealogia episcopale
La genealogia episcopale è:
- Cardinale Tolomeo Gallio
- Vescovo Cesare Speciano
- Patriarca Andrés Pacheco
- Cardinale Agostino Spinola
- Cardinale Giulio Cesare Sacchetti
- Vescovo Benito Sánchez de Herrera